# 日本とマラウイの関係
日本とマラウイの関係（英語: Japan–Malawi relations） では、日本とマラウイの関係について概説する。

## 両国の比較
|             | マラウイ                   | 日本                           | 両国の差                |
| ----------- | -------------------------- | ------------------------------ | ----------------------- |
| 人口        | 1862万8747人（2019年）     | 1億2626万人（2019年）          | 日本はマラウイの約6.8倍 |
| 国土面積    | 11万8000 km²               | 37万7972 km²                   | 日本はマラウイの約3.2倍 |
| 首都        | リロングウェ               | 東京都                         |                         |
| 最大都市    | リロングウェ               | 東京都区部                     |                         |
| 政体        | 共和制 大統領制            | （民主制）議院内閣制           |                         |
| 公用語      | 英語（国語はチチェワ）     | 日本語（事実上）               |                         |
| 国教        | なし                       | なし                           |                         |
| GDP（名目） | 76億6670万米ドル（2019年） | 5兆819億6954万米ドル（2019年） | 日本はマラウイの約638倍 |

## 歴史

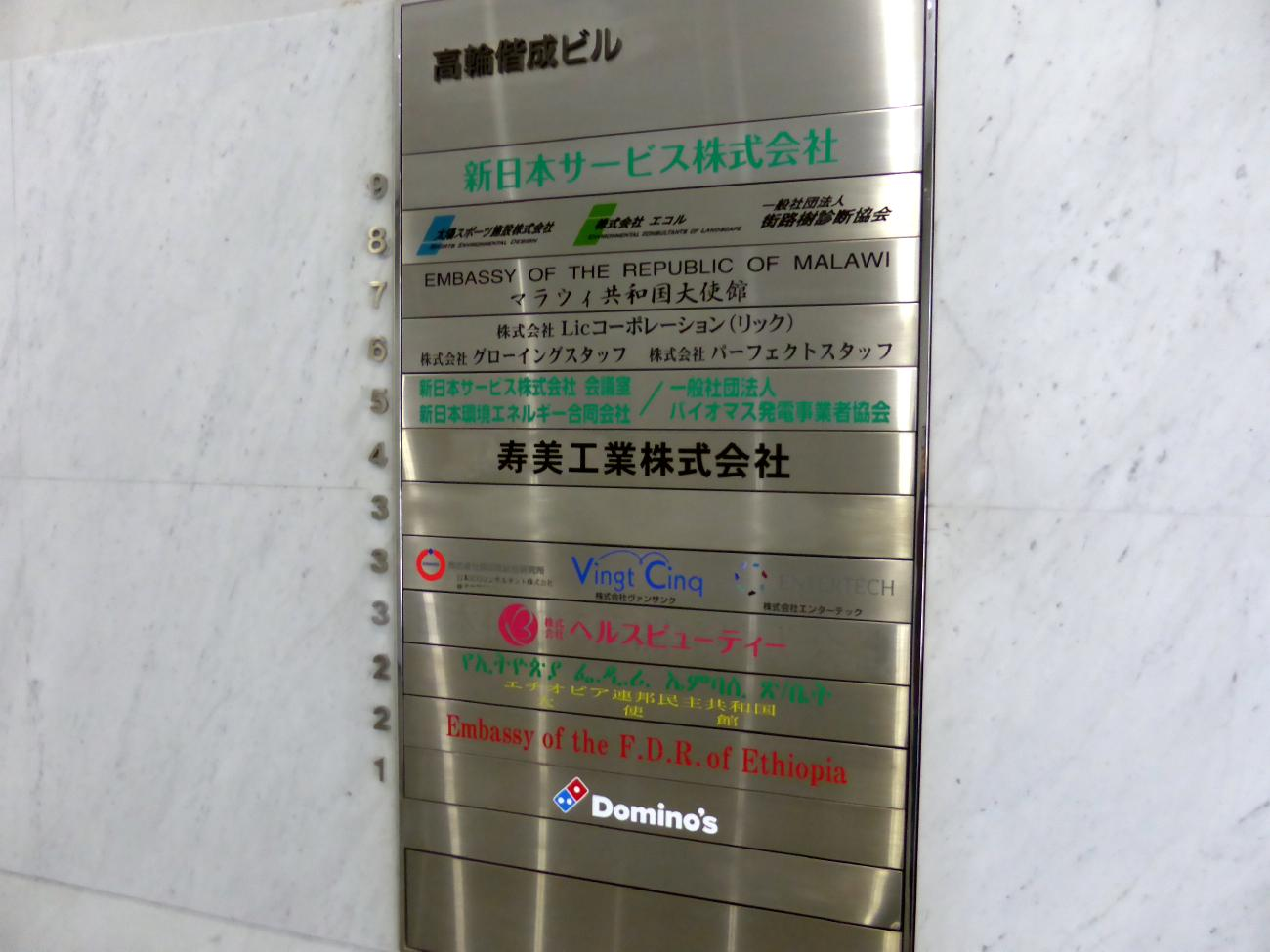
7階に在日マラウイ大使館が入居。同じビルの二階にはエチオピアも大使館を構える。

1964年7月、ローデシア・ニヤサランド連邦からのマラウイ共和国独立と同時に日本は同国を承認し、外交関係が樹立した。1992年2月には、駐日マラウイ大使館が東京に開設している。一方、日本大使館は当初は在ケニア日本国大使館が兼轄し、1989年9月より兼轄先がより近距離の在ザンビア日本国大使館に変更。2008年1月に首都リロングウェに在マラウイ日本国大使館が開設した。
日本はODAの一環として1971年からマラウイへの青年海外協力隊派遣を実施。2020年までに累計派遣隊員数は1800名を超えており、世界で最も青年海外協力隊が派遣された国となっている。1983年には、帰国隊員のOB・OG会を発展解消させる形で、民間分野での両国の架け橋となる日本マラウイ協会が設立された。

## 現況

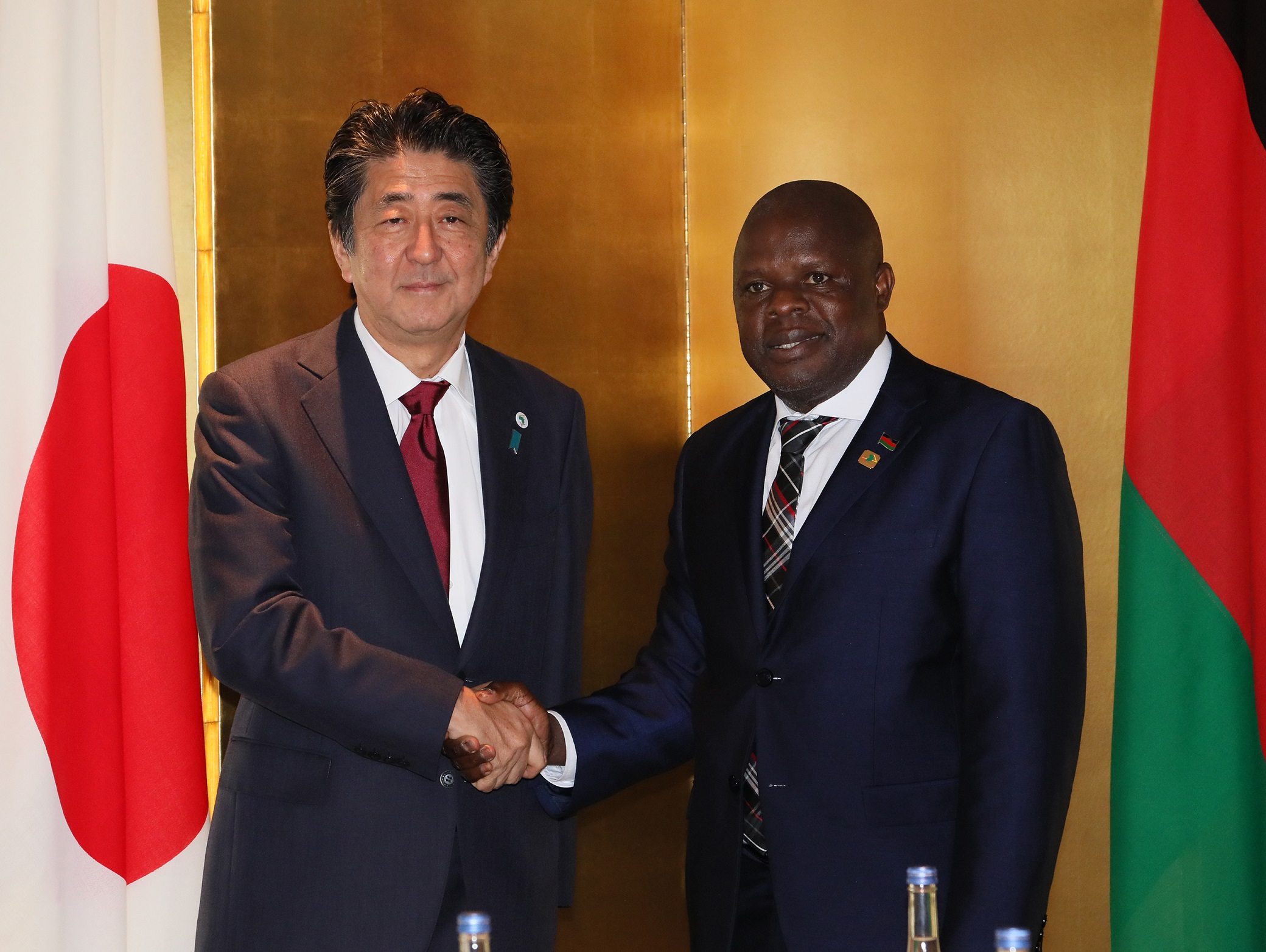
第７回アフリカ開発会議にて、副大統領のエヴァートン・チムリレンジは首相の安倍晋三を表敬訪問した。（2019年8月）

大臣級のマラウイ要人訪問はないが、2017年には会長の逢沢一郎率いる日・AU友好議員連盟の一団がマラウイを訪問国の一つに選ぶなど、アフリカの中では日本と緊密な関係を築いている。一方マラウイ側は、第三回アフリカ開発会議に出席するため当時マラウイの大統領であったバキリ・ムルジが東京や大分県を訪れ、大分県で行われている地域振興プロジェクト「一村一品運動」がマラウイに波及するきっかけとなった。続く2006年3月と2008年5月にはビング・ワ・ムタリカが訪日して当時総理大臣だった小泉純一郎と首脳会談を実施し、マラウイへの積極的な支援や領国の協力関係が確認されている。2013年6月にはジョイス・バンダ大統領が訪日し、アフリカ開発会議に出席したほか、安倍晋三との首脳会談も実施され、マラウイで多く活躍する青年海外協力隊について感謝の意を示した。
2017年までのマラウイへの累計援助額は80億円を超えており、主に首都リロングウェや第二の都市ブランタイヤ周辺の送電・水道・交通インフラなどを計画・建設・改修してきた。食糧援助、技術提供、教育充実支援、風土病であるマラリア対策支援なども実施している。しかし、マラウイの主要援助国はアメリカ合衆国や旧宗主国イギリス、ノルウェー、ドイツなどであり、日本は援助額上位ではない。ただし、前述した様に日本は多数の青年海外協力隊員をマラウイへ派遣しており、開発援助への貢献度は高い。対マラウイ貿易は日本の黒字で、2019年には輸出が29.8億円に対し輸入が13.5億円であった。日本の輸出品としては鉄鋼製品や輸送機械（主に自動車）などが挙げられ、輸入品は葉タバコやコーヒーなどである。
文化交流は、主に上記した日本マラウイ協会が主体となって展開されている。当協会は、多数の青年海外協力隊員がマラウイに派遣された事から同国を「日本の一番近いアフリカ」と称しており、『KWACHA』（クワチャ）という機関紙などを通じて日本とマラウイの友好を促進している。

## 外交使節

### 駐日マラウイ大使
1. ジマニ・カザミラ（1992～1994年[15]、信任状捧呈は6月29日[16]）
2. ティプ・アイゼック・ムチミカ・バレタ（1995～1998年[17]、信任状捧呈は2月7日[18]）
3. ブライト・シャドゥリック・ミレニ・マングラマ（1999～2002年、信任状捧呈は5月27日[19]）
  - （臨時代理大使）エフレム・ゼフナス・チリマ（2002年）
4. ジェームス・ジョン・チカゴ（2002～2005年[20]、信任状捧呈は3月11日[21]）
5. ルーズベルト・ラストン・ゴンドゥエ（2005～2010年、信任状捧呈は2006年1月18日[22]）
  - （臨時代理大使）グレース・B・カロンガ（2010～2011年）
6. ルベン・ングウェニャ准将（ルーベン・ングウェンヤ、2011～2016年、信任状捧呈は6月28日[23]）
  - （臨時代理大使）ローズマリー・カンユカ（2016年）
7. グレネンガー・キドニー・ムスリラ・バンダ（2016～2021年、信任状捧呈は12月22日[24]）
  - （臨時代理大使）ベントレー・ナマサス（2021年）
  - （臨時代理大使）ジョセフ・インクリース・チクウェンバ（2021～2022年）
8. クワチャ・チシザ（2022年～、信任状捧呈は2月9日[25]）